# Marianne Chassaing
Pour les articles homonymes, voir Chassaing et Chassin.
Marianne Chassaing, nom de scène de Marianne Chassin, est une actrice française de théâtre, née dans le 18e arrondissement de Paris le 15 juin 1865 et morte à Boulogne-Billancourt le 5 mai 1953.

## Biographie
Marianne Chassin est née à Paris dans le 18e arrondissement, le 15 juin 1865. Elle est la fille de Charles-Louis Chassin, homme de lettres, historien, journaliste et d'Agathe Claudine Sauvage.
Marianne commence par essayer la peinture en suivant les conseils de Jules Lefebvre. Elle quitte les pinceaux pour les planches et joue l'Été de la Saint-Martin au cercle Pigalle.
Élève de Guillemot. Elle débute à la Renaissance par le rôle de Clotilde dans les Vieux Maris, passe aux Nouveautés, puis au Vaudeville où elle crée Madame Mongodin, Liliane, la Famille Pont-Biquet. Elle joue à Paris et à Londres La Statue du Commandeur et donne d'innombrables représentations dans les salons et dans les cercles, où elle crée beaucoup de pantomimes et de saynètes.
Après son passage a Londres, Marianne Chassaing reparaît aux Nouveautés; qu'elle quitte pour Déjazet où elle crée une comédie de Léon Gandillot. Engagée au Palais-Royal, elle quitte ce théâtre pour entre à l'Athénée-Comique, où elle crée Ellen de Madame l'Avocat,.
Elle fait partie de la troupe de l'Odéon pour la saison 1901-1902.
Au moment de son divorce avec Abel Tarride en 1896, elle demeure à Montigny-Beauchamp qui dépend alors de la commune de Taverny, villa Jules César chez ses parents.
Marianne Chassin meurt dans son domicile au no 5 avenue Jean-Baptiste-Clément à Boulogne-Billancourt le 5 mai 1953. Elle est inhumée le 9 mai 1953 au cimetière du Père-Lachaise à Paris dans le 20e arrondissement et repose dans le caveau familial (92e division) au côté de ses parents et de sa sœur cadette, France Chassin (1873-1932) .

### Famille
Sa sœur aînée est Anna Jeanne Claudine Chassin, née à Montmartre (18e arrondissement de Paris), le 5 février 1855. Elle se marie avec l'homme de lettres, Maurice Marie Justin Coste dit Maurice Talmeyr le 28 octobre 1875 dans le 9e arrondissement de Paris,. Un des témoins au mariage n'est autre que l'écrivain Victor Hugo.
Sa seconde sœur, Marie Lucile Chassin, née également à Montmartre (18e arrondissement de Paris) le 14 août 1859,, est aussi actrice de théâtre.
Enfin, sa sœur cadette est France Chassin qui serait connue au théâtre sous le pseudonyme de Nicole Bernard,,. France Chassin est née dans le 18e arrondissement de Paris, le 10 mai 1873,.

### Vie privée
Elle se marie le 9 avril 1891 à Paris dans le 9e arrondissement avec l'artiste dramatique Abel Tarride,. Ils divorcent le 14 août 1896. Elle épouse en secondes noces, le 23 juin 1910, Sébastien Otto Alfred Fielder (1875-1951) capitaine d’infanterie, industriel.

## Théâtre
- 1889 : Revue Intime, revue de salon à deux personnages de Léon Xanrof, jouée avec Abel Tarride[19].
- 1890 : Les Vieux Maris, d'Antony Mars, à la Renaissance, Clotilde[3].
- 1890 : La Chanson du Tzigane, de Henry de Fleurigny, théâtre des Nouveautés[20],[21].
- 1891 : Hélène, de Paul Delair, théâtre du Vaudeville[22].
- 1891 : Norah, la Dompteuse, d'Ernest Grenet-Dancourt, Georges Bertal , théâtre des Nouveautés, 31 octobre[23].
- 1891 : Coquard et Bicoquet, vaudeville d'Hippolyte Raymond et Maxime Boucheron, reprise au théâtre des Nouveautés, 17 novembre, Théodora[24],[25].
- 1892 : La Paix du foyer, d'Auguste Germain, au théâtre du Vaudeville[26].
- 1892 : Madame Pygmalion, pantomime de Léon Xanrof et Abel Tarride ; musique d'Emile Bonnamy, au Théâtre Moderne, Eureka[27],[28],[29],[30].
- 1892 : Au Dahomey, de François Oswald, Eugène Gugenheim et Georges Le Faure au théâtre de la Porte Saint-Martin, Eureka[31].
- 1893 : Retour de bal, proverbe mimé en 1 acte, de Paul Eudel avec Jules de Marthold, musique d’Adolphe David, salle d’Harcourt, 25 janvier, puis petit théâtre de la galerie Vivienne[32],[33],[34],[35].
- 1893 : Amants Légitimes, d'Ambroise Janvier et Marcel Ballot au théâtre royal du Parc à Bruxelles[36],[37].
- 1893 : L'Orage, monomime en 1 acte, par Bertrand Millanvoye et Paul Eudel, musique d'Adolphe David, au Cercle Funambulesque (en), 28 novembre[35].
- 1894 : avec Le Cercle des Escholiers au Théâtre Moderne[38],[39],[40] :
  - La Revue de Machin de Victor Meusy.
  - Le Passant, parodie en un acte, de Paul Gavault, rôle d'Acadamia[41].
- 1894 : Associés !, de Léon Gandillot, au théâtre Dejazet, 15 novembre, Lucienne[42],[43],[44].
- 1895 : Le Réveillon, d'Henri Meilhac et Ludovic Halévy, reprise au Palais-Royal, 22 février, Mme Gaillardin[16],[45],[46].
- 1895 : Le Rêve du Tambour, de Michel Carré et André Wormser, avec le Cercle Funambulesque (en), au théâtre de la Bodinière, 29 mars[47].
- 1895 : Le Phoque, d'Ernest Grenet-Dancourt, au théâtre de la Gaité[48].
- 1895 : Le Trottin, monomime en 1 acte de Paul Eudel avec Bertrand Millanvoye, musique de Francis Thomé au théâtre de la république[35].
- 1896 : Le Dernier des Marigny, revue de Michel Carré et Colias aux Folies-Marigny[49].
- 1896 : Madame L'Avocat, d'Ernest Depré et Félix Galipaux, théâtre de l'Athénée-Comique, 24 octobre, Ellen[4],[5],[50],[51].
- 1896 : La Course aux jupons, de Léon Gandillot, théâtre de l'Athénée-Comique, 20 novembre, Madame Frondeval[52],[5],[53].
- 1897 : Charité avec Le Cercle des Escholiers au Bouffes-Parisiens[54].
- 1897 : L'Equilibre, de Pierre Soulaine, à l'Odéon, 1er octobre, Suzanne[55].
- 1898 : Celle qu'il faut aimer d'Ernest Grenet-Dancourt et Gaston Pollonais à l'Odéon, 9 avril, Henriette de Gréval[56],[57].
- 1898 : Epreuve de Louis Legendre à l'Odéon[58],[59].
- 1898 : La Visite à l'Odéon[60].
- 1900 : Colin-Maillard, de Jean Destrem, à l'Odéon[61].
- 1904 : L'Aventure de Mlle Sylvie, monomime avec prologue, de M. Georges Boyer, musique de Al. Tariot[62]
- 1906 : Surprise au bain ! d'Ernest Depré, au théâtre des Capucines[63],[64],[65].

## Iconographie
Un dessin de Mlle Tarride[Qui ?] la représentant dans la pièce Madame Pygmalion est exposé au salon des artistes 1893,.